# Aérodrome de Campbeltown
L'aérodrome de Campbeltown ((en gaélique écossais : Port-adhair Cheann Loch Chille Chiarain)) (code IATA : CAL • code OACI : EGEC) est situé à Machrihanish, 5 km à l'ouest de Campbeltown, près de la pointe de la Kintyre péninsule à Argyll and Bute sur la côte ouest de l'Écosse. 
L'aéroport était anciennement connu sous le RAF Machrihanish et a accueilli des escadrons de la Royal Air Force et d'autres forces aériennes de l'OTAN ainsi que l'United States Marine Corps. L'aéroport se trouve à un point stratégique à proximité de la Mer d'Irlande, et a été utilisé pour garder l'entrée de l'estuaire de la Clyde, où les sous-marins nucléaires étaient basés à Holy Loch et où les sous-marins Trident de la Royal Navysont toujours basés à HMNB Clyde (Base Navale de Faslane).

## Situation

### Carte des aéroports d'Écosse
| Aberdeen Barra Benbecula Campbeltown Colonsay Dundee Eday Édimbourg Fair Isle Foula Glasgow Glasgow-Prestwick Inverness Islay Kirkwall North Ronaldsay Oban Papa Westray Sanday Stornoway Stronsay Sumburgh Tingwall Tiree Westray Wick |

### Carte des aéroports des Hébrides intérieures
| Colonsay Tiree Oban Coll Islay Campbeltown |

## Statistiques
Pour des raisons techniques, il est temporairement impossible d'afficher le graphique qui aurait dû être présenté ici.

Voir la requête brute et les sources sur Wikidata.

## Compagnies aériennes et destinations
| Compagnies | Destinations |
| ---------- | ------------ |
| Loganair   | Glasgow      |